# Justicia inaequalis
Justicia inaequalis är en akantusväxtart som beskrevs av George Bentham. Justicia inaequalis ingår i släktet Justicia och familjen akantusväxter. Inga underarter finns listade i Catalogue of Life.